# Циндао Цзяодун (аэропорт)
Международный аэропорт Циндао Цзяодун (ИАТА: TAO, ИКАО: ZSQD), (англ. Qingdao Jiaodong International Airport; кит. трад. 青島膠東國際機場, упр. 青岛胶东国际机场, пиньинь Qīngdǎo Jiāodōng guójì jīchǎng, палл. Циндао Цзяодун гоцзи цзичан) — гражданский международный аэропорт, расположенный в городе Циндао провинции Шаньдун Китая, представляющий собой комплексный мультимодальный транспортно-пересадочный узел, объединяющий авиацию, железную дорогу, метрополитен, автомобильный транспорт. Является международным транспортным узлом в Восточной Азии, обслуживающим, главным образом, рейсы для перелётов в Японию и Южную Корею из других стран Евразии. В настоящее время является крупнейшим аэропортом провинции Шаньдун, способным обслуживать 35 миллионов пассажиров в год и одним из основных пунктов в маршрутной сети регулярных перевозок авиакомпаний Beijing Capital Airlines, China Eastern Airlines, Qindao Airlines и Shandong Airlines.

## Географическое положение
Аэропорт Цзяодун расположен в округе Цзяодун городского уезда Цзяочжоу города субпровинциального значения Циндао к западу от реки Дагу между железнодорожной линией Цзяоцзи и высокоскоростным шоссе Цзяоцзи в 39 км от центра Циндао и в 11 км к северо-востоку от центра города Цзяочжоу.

## История

### Проектирование
С начала 2000-х годов, несмотря на постоянные расширения и реконструкции аэропорт Циндао Лютин перестал справляться с нарастающей нагрузкой и в виду отстутвия возможностей к расширению из-за окружающей застройки было принято решение о проектировании нового аэропорта. Новый аэропорт помог бы Beijing Capital Airlines и China Eastern Airlines эффективно планировать межконтинентальные рейсы, вылетая поздним вечером.
В 2012 году штаб-квартира строительства нового аэропорта Циндао поручила Конструкторскому бюро ВВС Народно-освободительной армии Китая провести работы по выбору площадки для нового аэропорта. В январе 2013 года был объявлен международный тендер на концептуальное планирование и план строительства терминала нового аэропорта; в марте город Циндао опубликовал объявление о предварительном отборе на концептуальное планирование и план строительства терминала, как указано в отчете о выборе площадки; площадка Цзяодун была предложена в качестве рекомендуемой. За тот же период группа экспертов выбрала 7 проектных групп из 24 отечественных и зарубежных проектных групп, зарегистрированных в сентябре, выбор площадки для аэропорта Цзяодун был одобрен Управлением гражданской авиации Китая. За тот же период группа экспертов рассмотрела и определила три концептуальных плана новых терминалов аэропорта и финальные планы терминалов. В начале октября три включенных в шорт-лист плана были публично представлены публике в зале 6 Выставочного зала планирования Циндао , где присутствовало около 5600 человек; Представители всех слоев общества посетили сайт и проголосовали за свое удовлетворение планов. В январе 2014 года был завершён план здания терминала, который при близком рассмотрении выглядит как «морская звезда», а издалека — как китайский иероглиф «Ци» (кит. трад. 齊, упр. 齐, пиньинь qí). Госсовет КНР и Центральная военная комиссия официально одобрили строительство нового аэропорта Циндао в октябре 2014 года.

### Строительство
26 июня 2015 года был заложен фундамент терминала, общий плановый срок строительства — 4 года, в декабре 2015 года и октябре 2016 года эскизные проекты первой и второй партий проектов были совместно одобрены Гражданским комитетом, Авиационной администрация Восточного Китая и муниципальным правительством Циндао соответственно. Первоначально планировалось, что строительство аэропорта Цзяодун будет завершено в 2019 году, однако из-за задержек в ходе строительства фактический срок завершения был сдвинут на июнь 2020 года, а из-за начавшиеся в Ухани пандемии COVID-19 и последующих периодов самоизоляции был перенесён на 2021 год.

### Ввод в эксплуатацию
Аэропорт Цзяодун планирует занять площадь 30,65 квадратных километров, его строительство планируется построить в два этапа. Имеются 4 параллельные взлетно-посадочные полосы : 2 на восточной стороне (Восточная 1 — 3600 метров в длину и 60 метров в ширину, Восточная 2 — 3200 метров в длину и 60 метров в ширину, на одном уровне с северным концом, на расстоянии 435 метров друг от друга), уровень полетной зоны 4F; 2 на западной стороне (3600 метров в длину, 45 метров в ширину, на одном уровне с обоих концов, на расстоянии 760 метров друг от друга), уровень зоны полета — 4E. Есть 3 здания терминала: Терминал 1 (Т1) посередине, Терминал 2 (Т2) и Терминал 3 (Т3) расположены симметрично на юго-восточной и юго-западной сторонах.
27 января 2021 года в аэропорту Цзяодун завершился первый этап испытательного полета, который провели самолеты A350 XWB авиакомпании China Eastern Airlines и Boeing 737-800 авиакомпании Shandong Airlines. 4 марта Управление гражданской авиации Восточного Китая завершило проверку лицензии на принятие и использование аэропорта, 20 мая Управление управления воздушным движением Управления гражданской авиации Китая утвердило план корректировки регионального воздушного пространства аэропорта Цзяодун; Авиационная администрация Китая утвердила лицензию на использование аэропорта. В сертификате указано, что аэропорт Цзяодун имеет условия для открытия рейсов и операций 18 июня, Управление гражданской авиации Китая официально определило время начала работы до 12 августа и одновременно закрыло аэропорт Лютин.

#### Фаза I
Первая фаза проекта была введена в эксплуатацию 12 августа 2021 года и занимает площадь 16,25 квадратных километров. Строительство включает в себя летную зону, зону терминала, грузовую зону и общественные зоны.
Общая площадь летной зоны составляет примерно 9,49 миллиона квадратных метров (без учёта наружных водоотводных каналов и резервуаров для хранения воды), дорожное покрытие — 5,322 миллиона квадратных метров, площадь перрона — 2,403 миллиона квадратных метров.
Проект территории терминала включает Т1, Комплексный транспортный центр (GTC), Информационный центр (ITC) и Энергетический центр (ETC) и т. д. Проект грузовой зоны включает в себя международные грузовые склады, внутренние грузовые склады, центры экспресс-почты и т. д. В число проектов поддержки входят муниципальные дороги, мосты, трубопроводные сети и офисные здания на территории аэропорта. Он может удовлетворить гарантийные потребности в 104 взлетах и посадках в часы пик, 298 000 взлетов и посадок в год, 35 миллионах пассажиропотоков и 500 000 тонн грузов и почты.

#### Фаза II
В ближайшее время планируется начать вторую фазу проекта, которая будет занимать площадь 14,4 квадратных километров. В летной зоне планируется построить две параллельные взлетно-посадочные полосы «Восток-2» и «Запад-2», а также другие объекты. На территории терминала планируется построить Т2 и Т3. После завершения второго этапа аэропорт сможет удовлетворить потребности в 136 взлётах и посадках в часы пик, 452 000 взлётов и посадок в год, 55 миллионах пассажиров, 60 миллионах трансферных пассажиров и 1 миллионе тонн грузов и почты.

## Инфраструктура

### Взлётно-посадочные полосы
Две параллельные взлётно-посадочные полосы, Восток 1 (16/34) и Запад 1 (17/35) длиной 2184 метра каждая. Западная 1 расположена в 500 метрах к югу от Восточной 1. На начальном этапе будут реализованы двойные взлетно-посадочные полосы для изолированной и параллельной эксплуатации: восточная 1 в основном используется для взлёта, а западная 1 в основном используется для посадки.
Взлётно-посадочная полоса «Восток-1» оборудована двумя параллельными рулежными дорожками (А и В), обе из которых устроены по стандартам категории F. Ширина дорожного покрытия составляет 25 метров, ширина обочины — 17,5 метров. Длины составляют 3675 метров и 3875,5 соответственно. Прилегающая площадка оборудована рулежной дорожкой для самолетов (С), спроектированной по стандартам класса Е. Ширина дорожного покрытия составляет 23 метра, ширина обочины — 10,5 метра, длина — 1041 метр.
Взлетно-посадочная полоса «Запад-1» также оборудована двумя параллельными рулежными дорожками (D и E), каждая из которых устроена по стандартам категории E. Ширина дорожного покрытия составляет 23 метра, а ширина обочины - 10,5 метра. длина составляет 3675 метров, возле перрона станции оборудована 1 рулежная дорожка (F), спроектированная в соответствии со стандартами категории Е, с шириной покрытия 23 метра, шириной плеч 10,5 метра и длиной 1111 метров.
На каждом конце аэропорта есть ряд вертикальных рулежных дорожек, а именно J1, J2, J3, J4 и J5 с севера на юг, которые обеспечивают независимую двустороннюю работу и могут принимать самолеты категорий E и F соответственно. Категория Е — ширина 23 метра, ширина плеч — 10,5 метра. Категория F — ширина 25 метров, ширина плеч — 17,5 метра. Расстояние между скольжением и скольжением — 91 метр. Расстояние между центральными линиями двух комплектов. длина вертикально-скользящих внутренних рулежных дорожек составляет 2431,5 метра.
Всего в аэропорту имеется 184 стоянки самолётов, в том числе 147 пассажирских, 9 грузовых, 12 бизнес-рамп, 15 противообледенительных трибун и 1 изоляционная стойка. Имеется 9 композитных сидений. всего, в том числе 6 мест категории E и 3 места категории F.

### Терминальный комплекс

Карта-схема международного аэропорта Циндао-Цзяодун (взлётно-посадочная полоса, здание терминала и GTC)

Форма здания терминала с элементами волнистой структуры, символизирующая голубые волны морской воды, была спроектирована совместно China Southwest Architecture Design Institute Co., Ltd. и Atkins Consultants (Shenzhen) Co., Ltd. Tерминал Т1 представляет собой конфигурацию «морская звезда» с концентрированной сквозной центростремительной компоновкой, которая символизирует Циндао как важный портовый и курортный город. От архитектуры до интерьера дизайн вращается вокруг темы Мирового океана; ландшафтный дизайн представляет естественный свет голубого неба через свойственное традиционной китайской поэзии описание ветра и волн, сияющих на волнообразном микрорельефе, характерных зелёных насаждениях и море. Скульптуры, струящиеся на ветру, создают художественную концепцию сверкающей морской поверхности, а морские звёзды перекликаются друг с другом на расстоянии. Общая планировка в форме слова «Ци», включая Т2 и Т3 второй фазы проекта, содержит наследие культуры Цилу провинции Шаньдун.

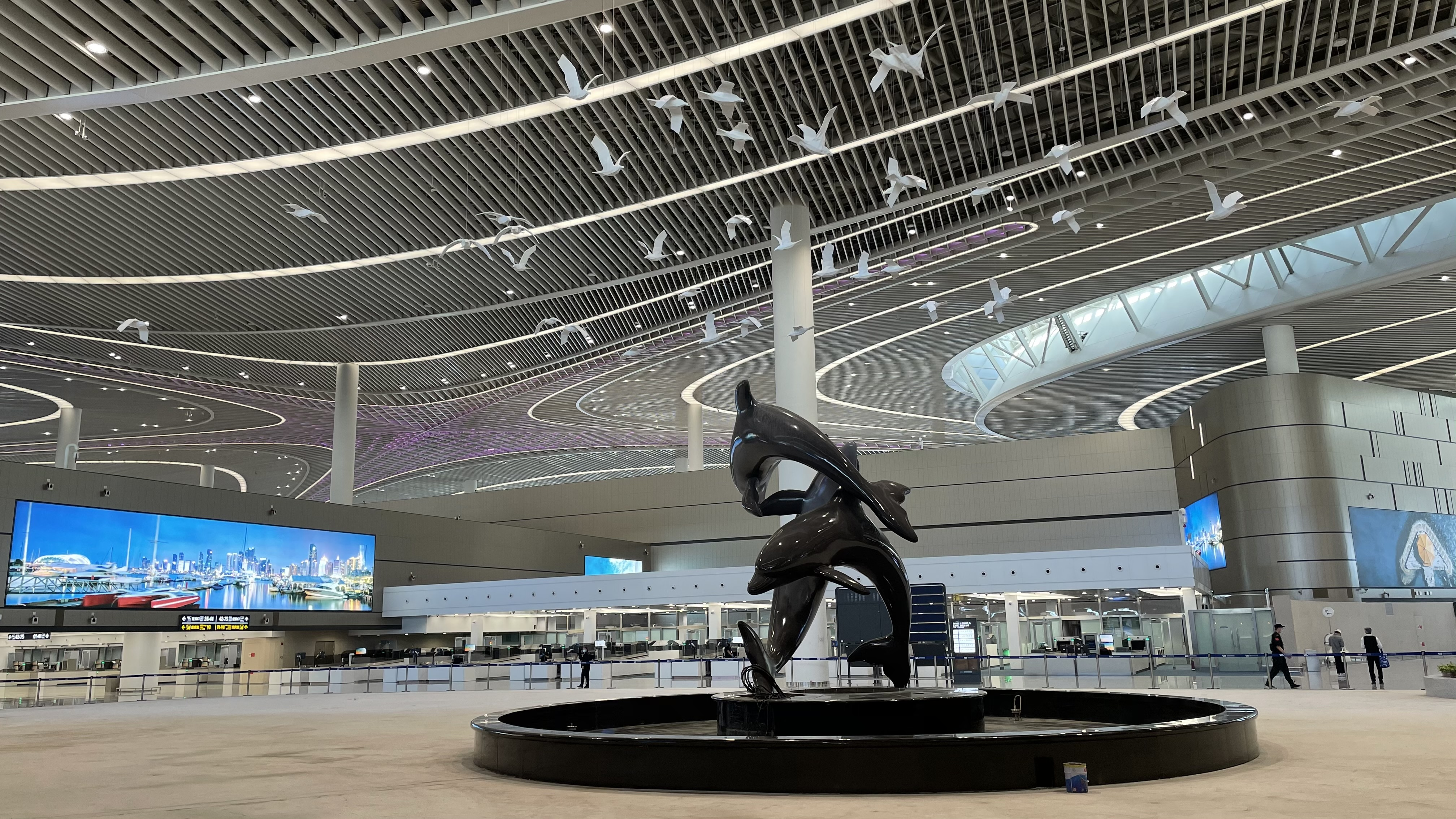
Скульптура дельфина в зоне вылета
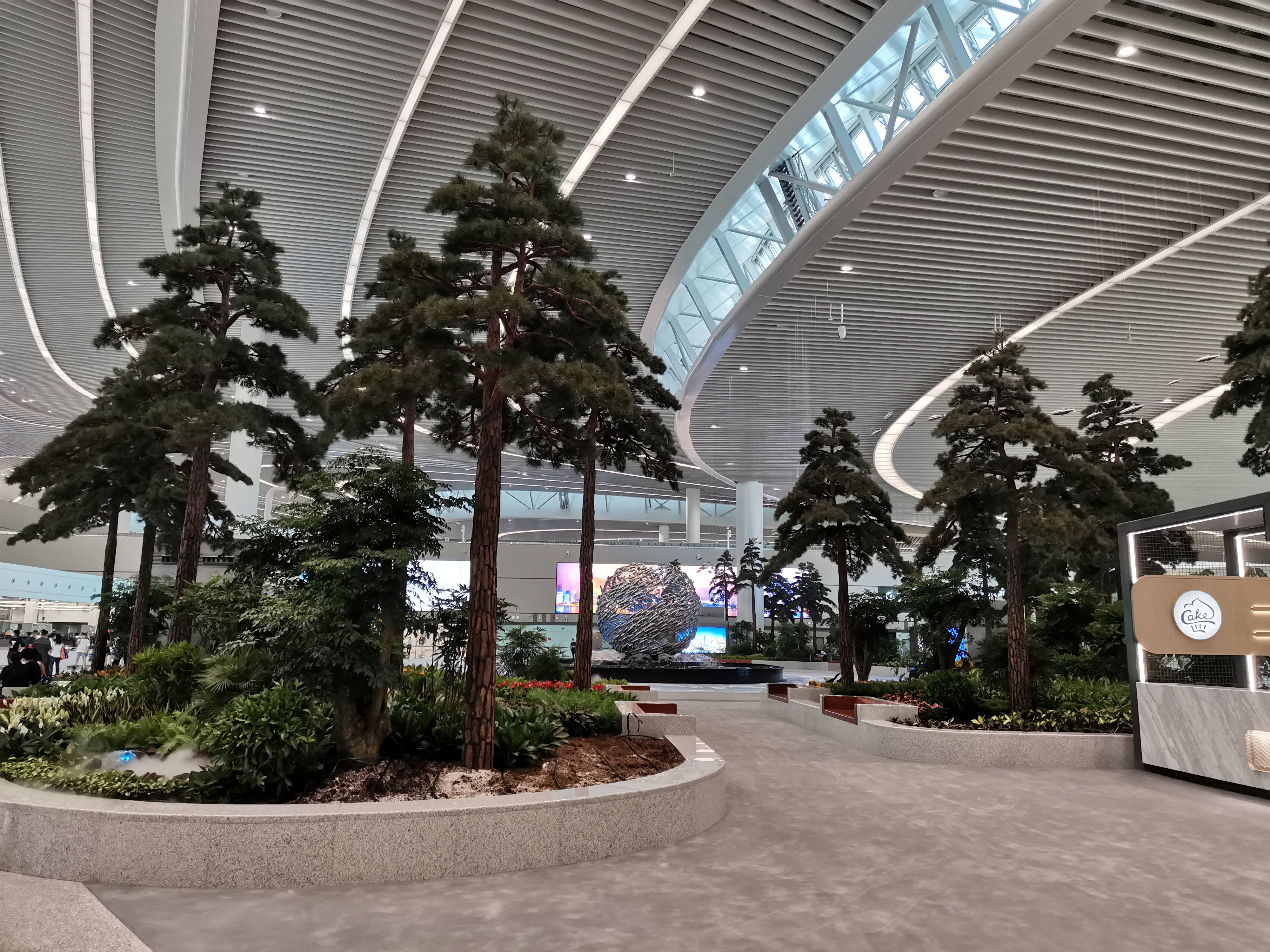
Пэньцзин в зоне регистрации
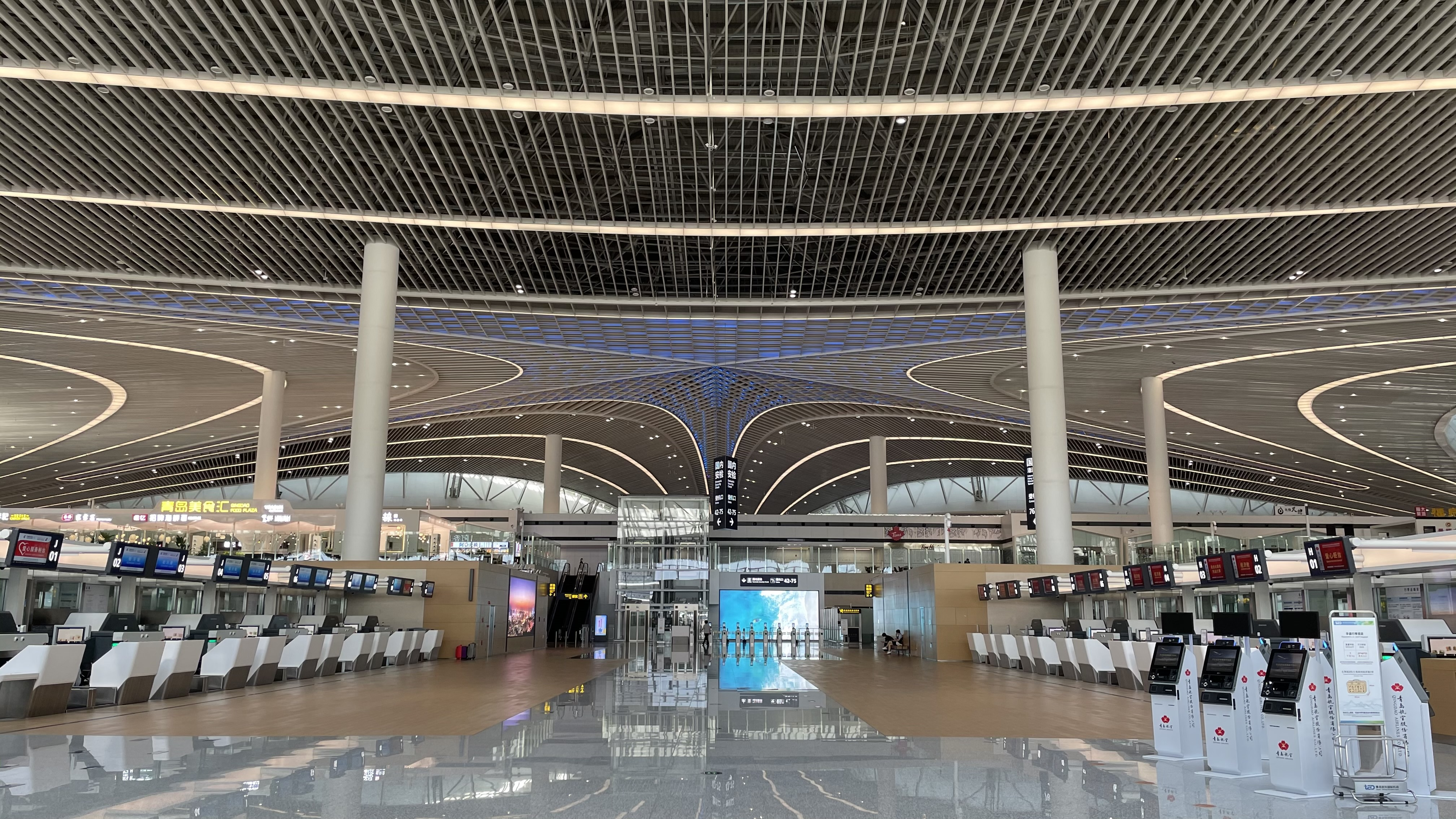
Зона вылета и автоматы регистрации Qindao Airlines
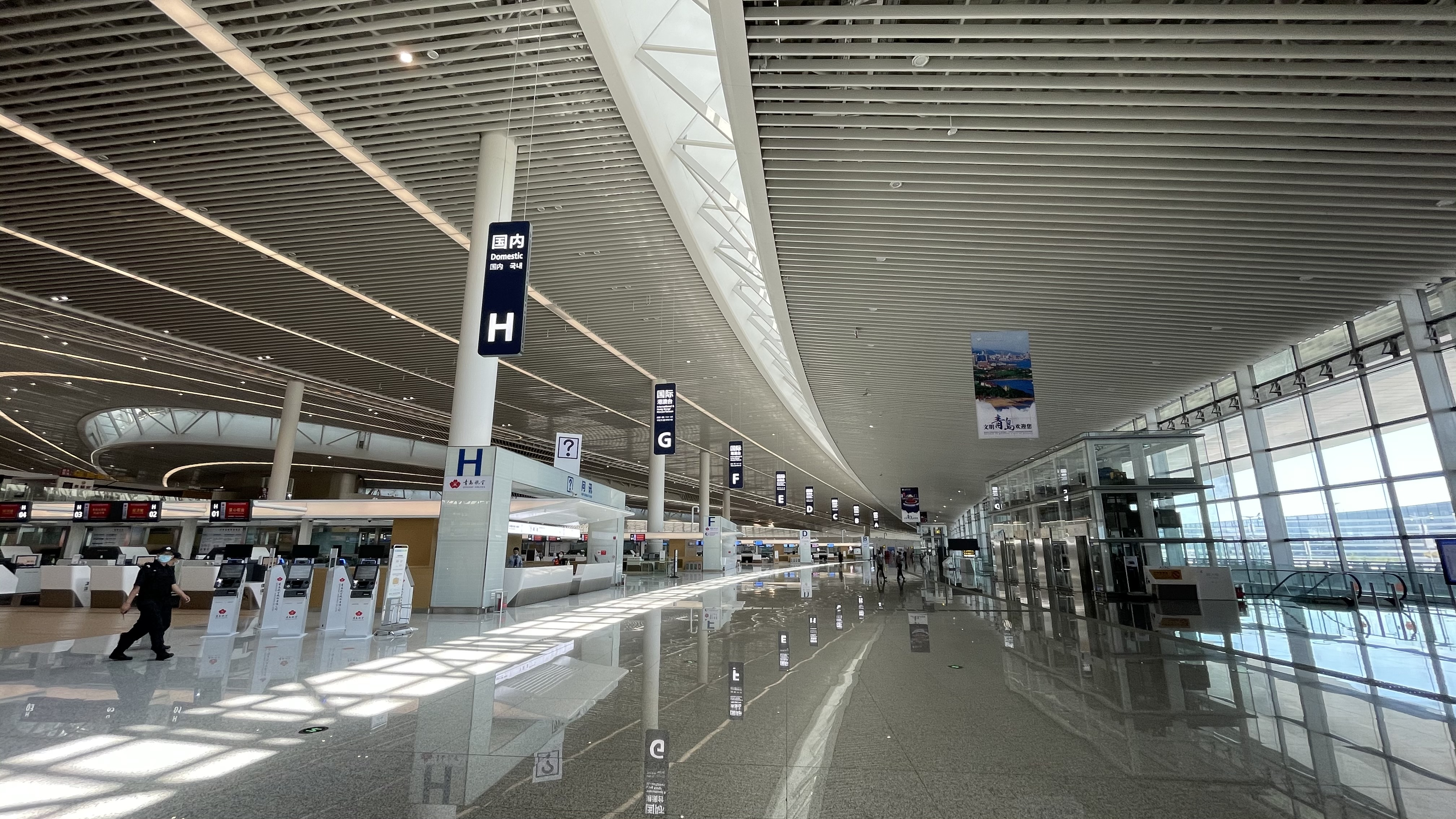
Сектор 4F терминала Т1
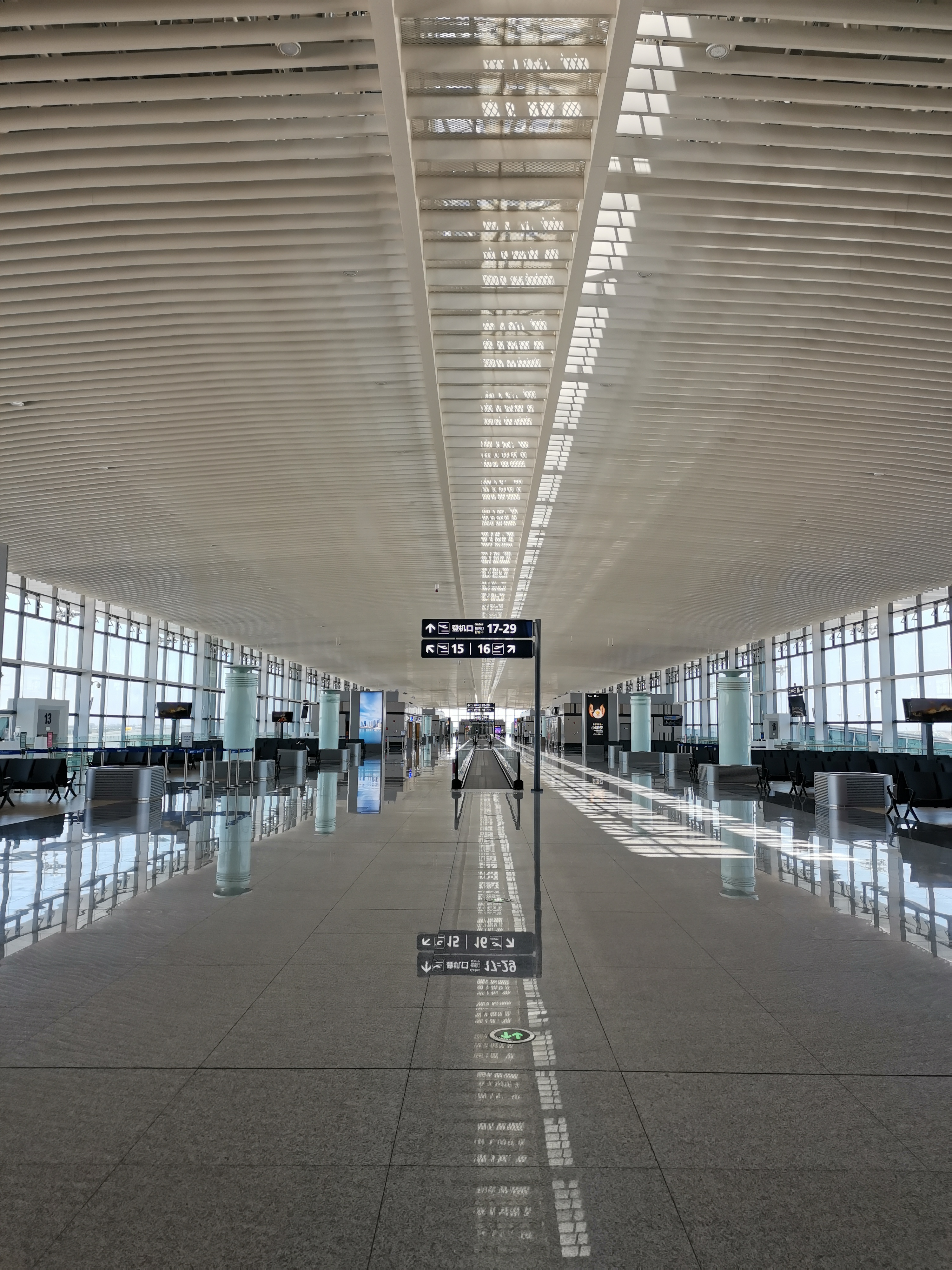
Сектор В терминала Т1
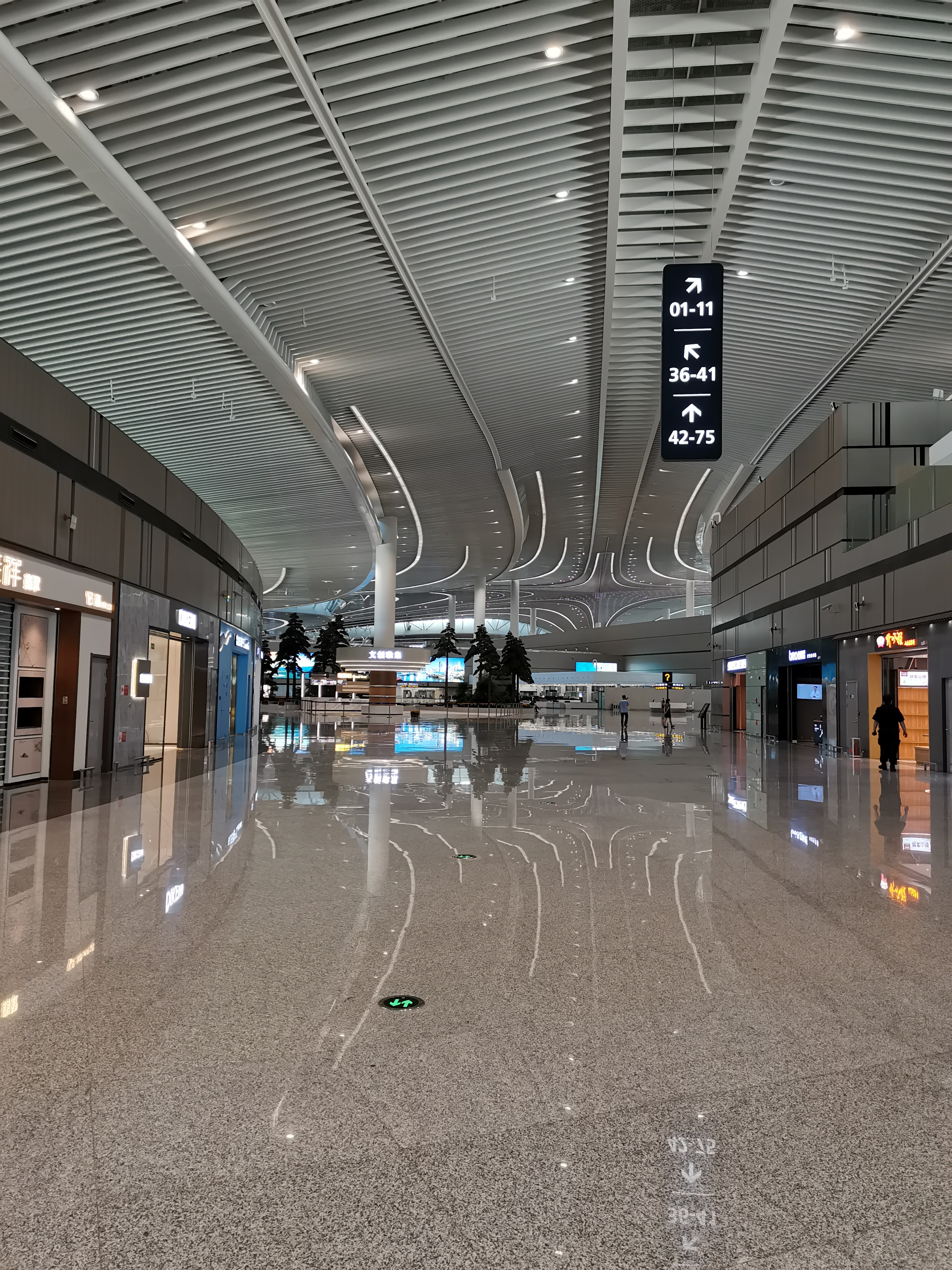
Сектор В терминала Т1

#### Т1
Терминал 1 (T1) расположен на северной стороне территории терминала, с высотой самой высокой точки 42,15 м, площадью застройки около 480 000 квадратных метров, ещё 20 000 квадратных метров и 97 телетрапами (31 000 квадратных метров). Он имеет централизованную торцевую конфигурацию и радиальную симметричную планировку с пятью пальцами. Вестибюль и коридор с пятью пальцами объединены. Наибольшее расстояние ходьбы для пассажиров от зала регистрации до выхода на посадку составляет 550 метров. Зал вылета международных рейсов расположен посередине, а зал внутренних рейсов расположен по обеим сторонам, что облегчает пересадку международных и внутренних рейсов. Расположение кресел можно гибко корректировать в зависимости от роста объёма международных перевозок.

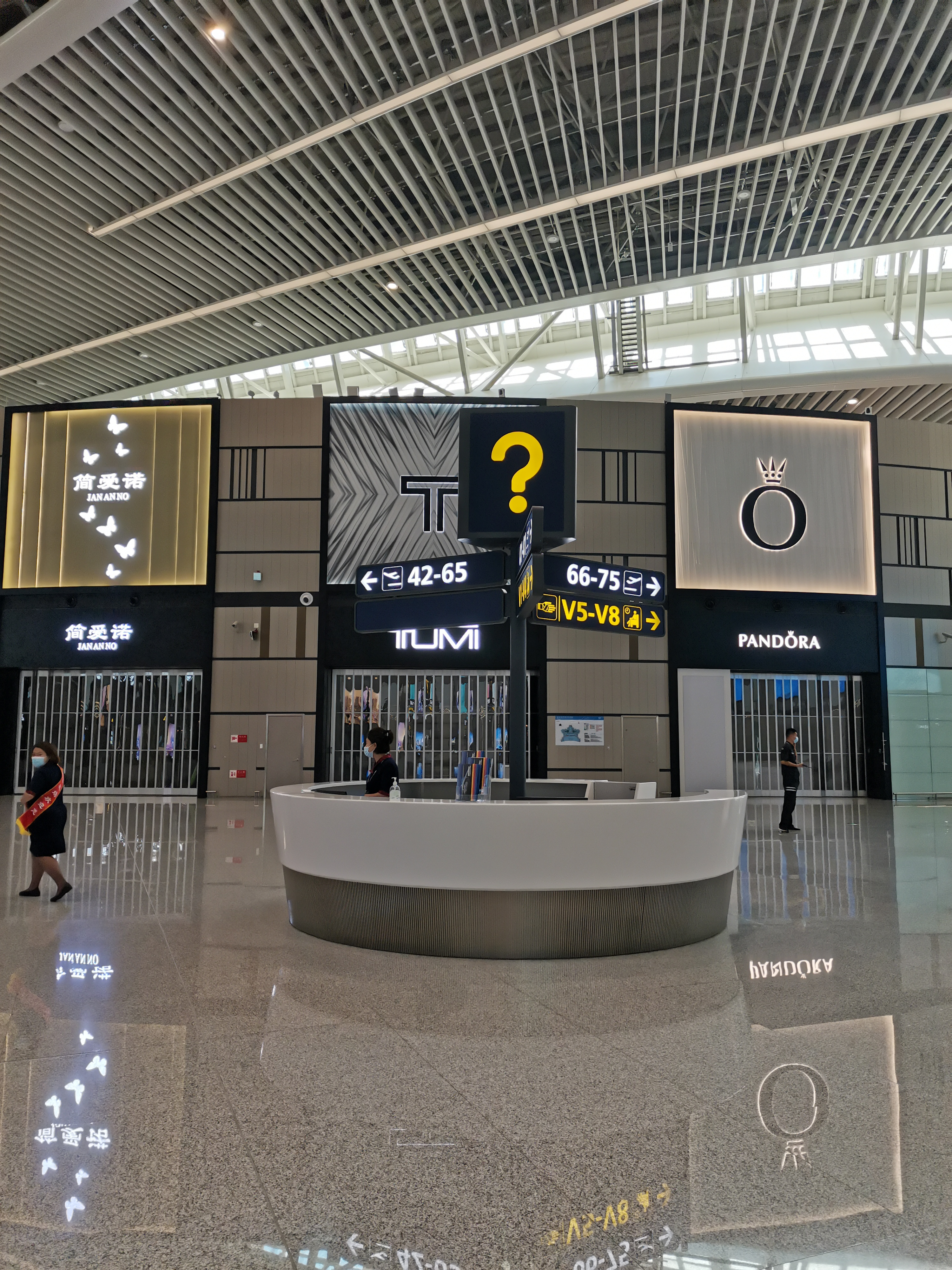
Сервисная стойка, соединяющая атриум и коридор
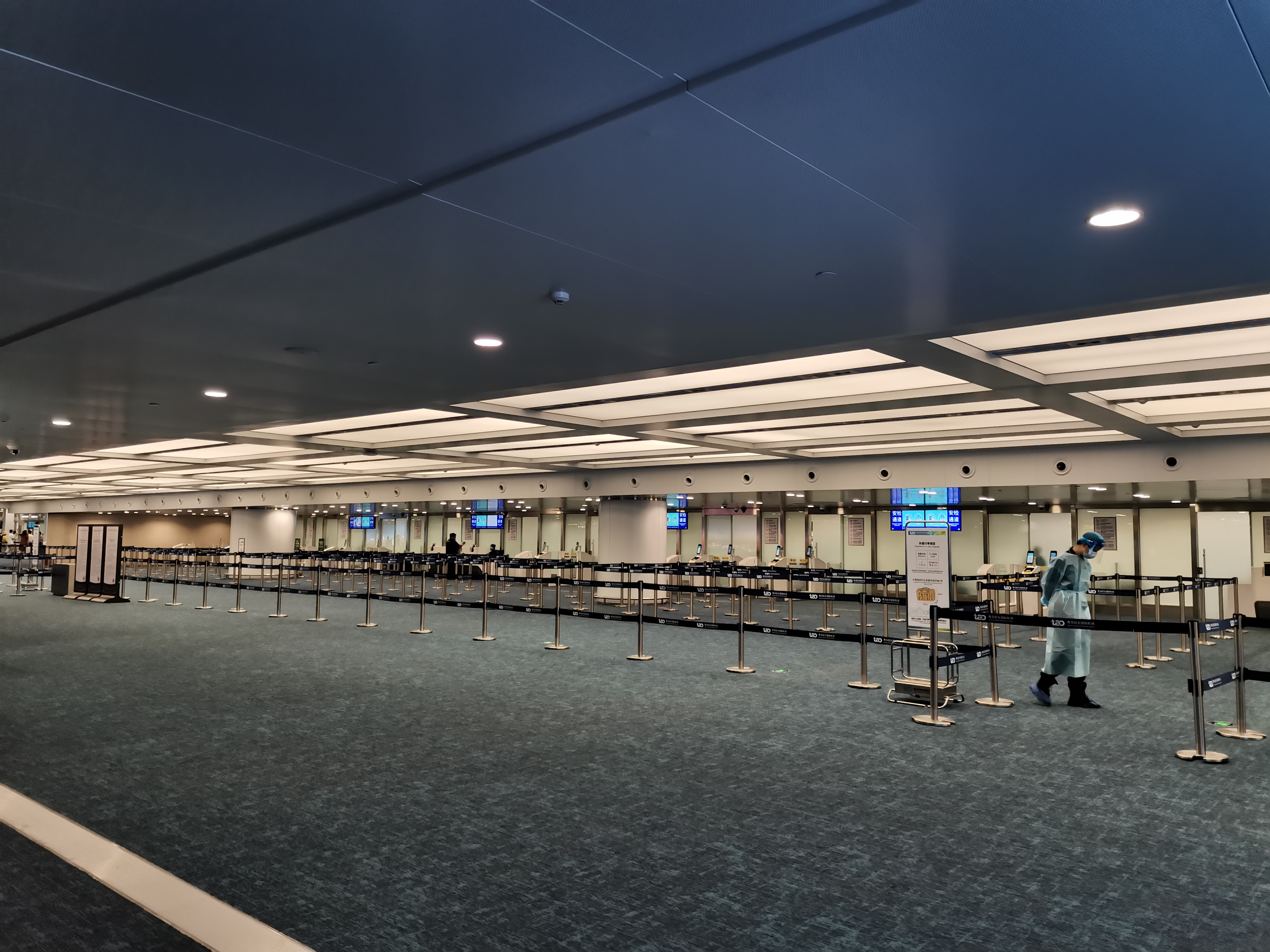
Зона паспортного контроля
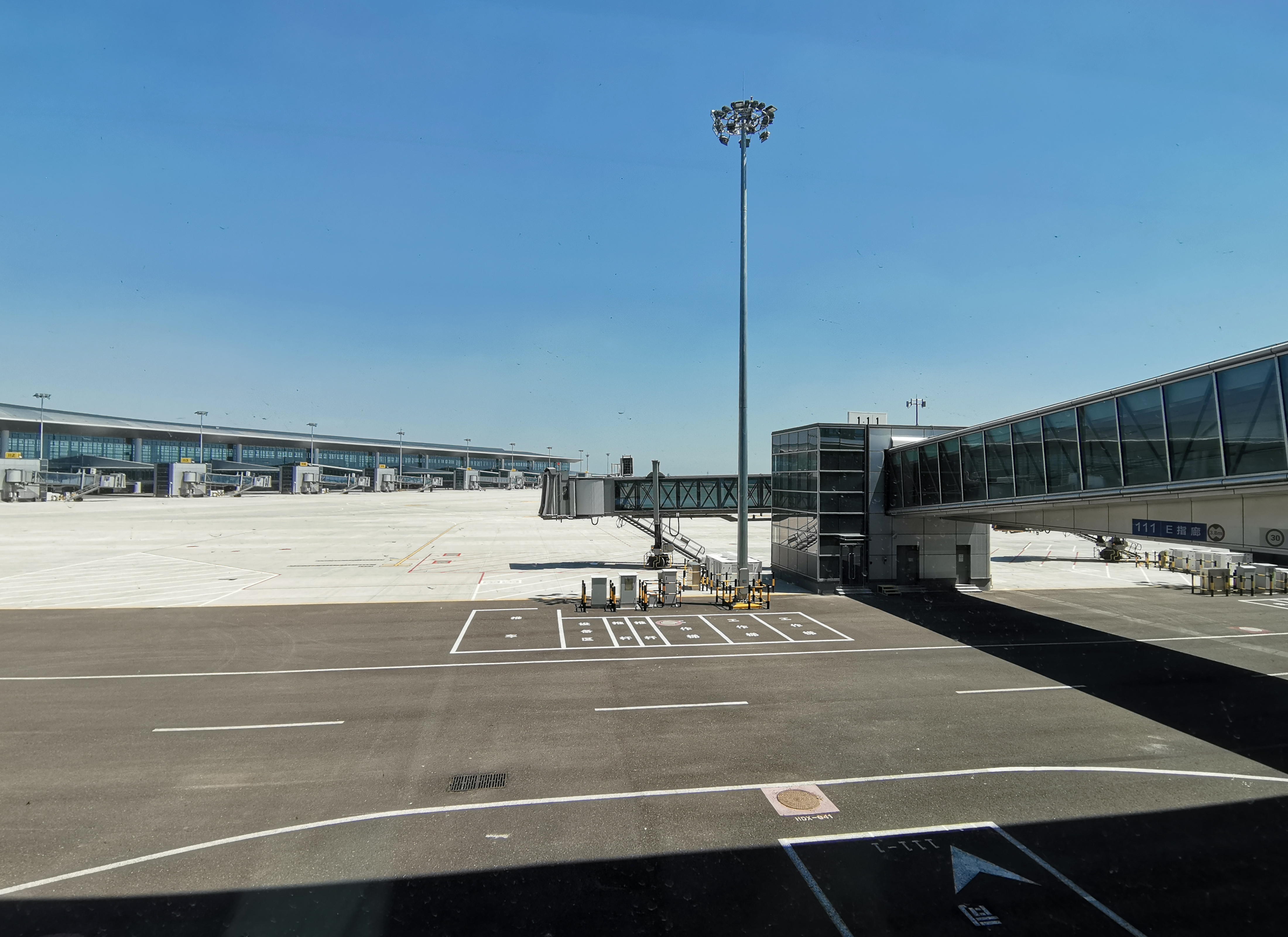
Зона АС терминала Т1
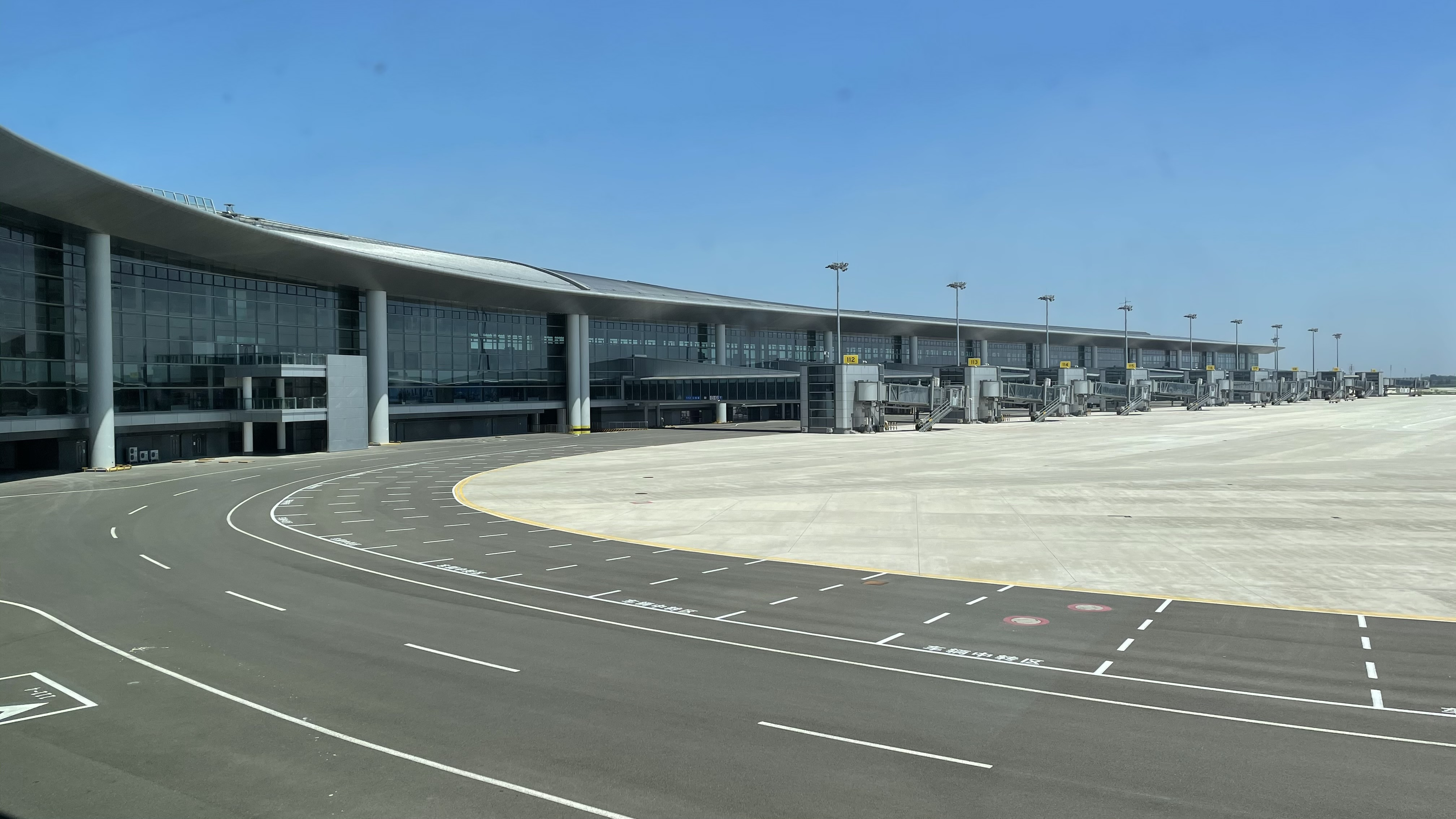
Общий вид зоны АС снаружи
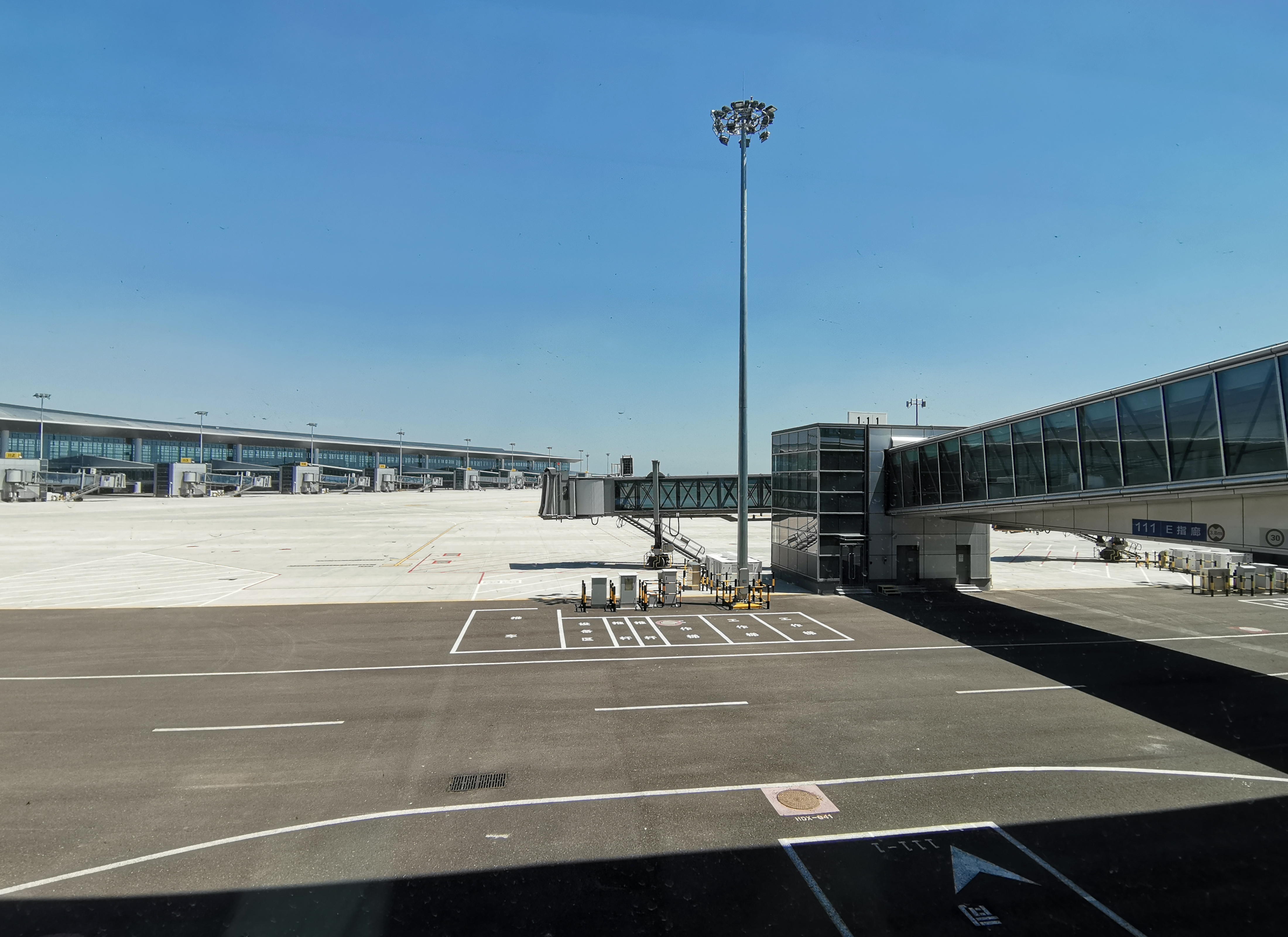
Терминал Т1, зона BG
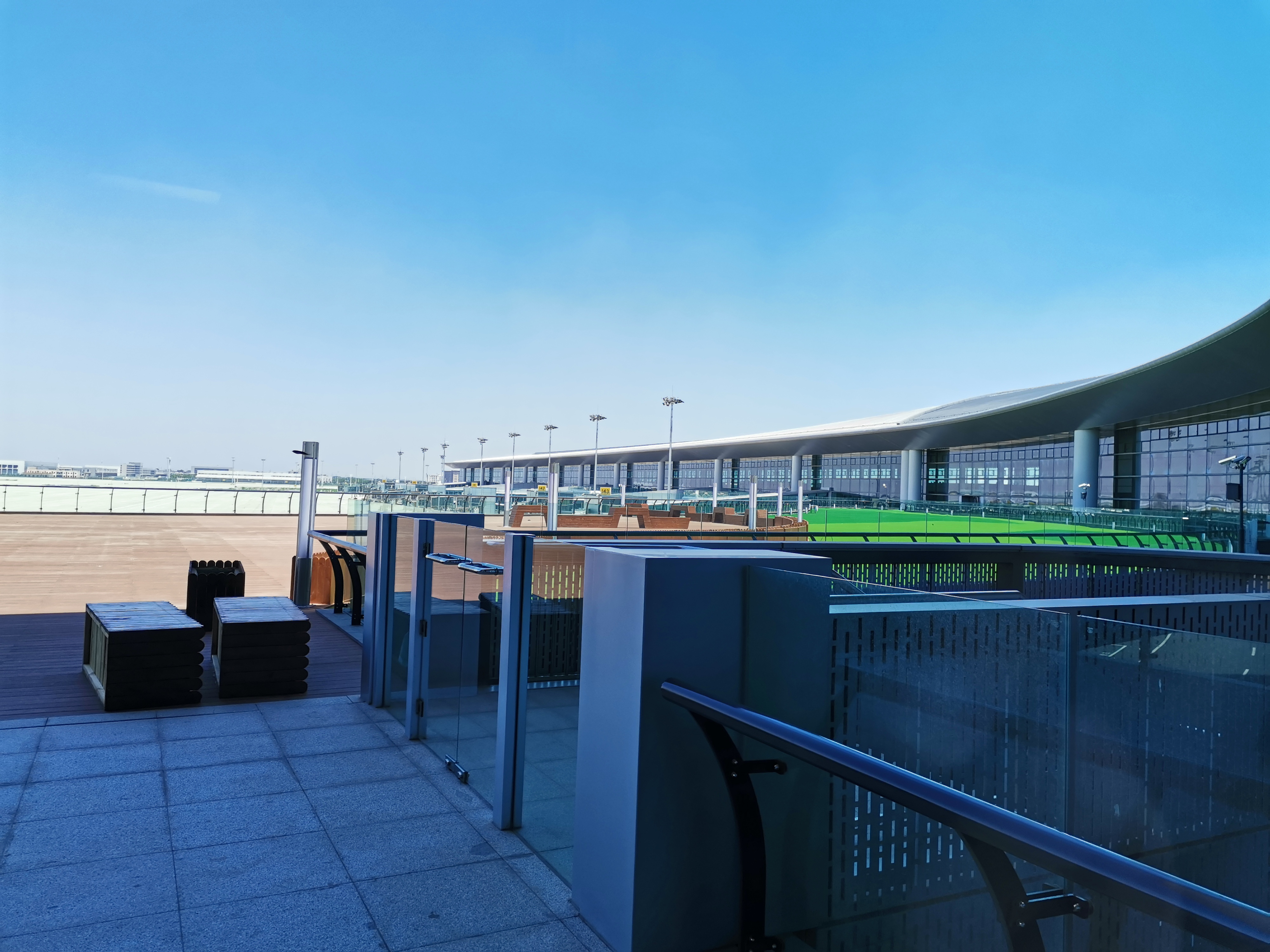
Смотровая площадка
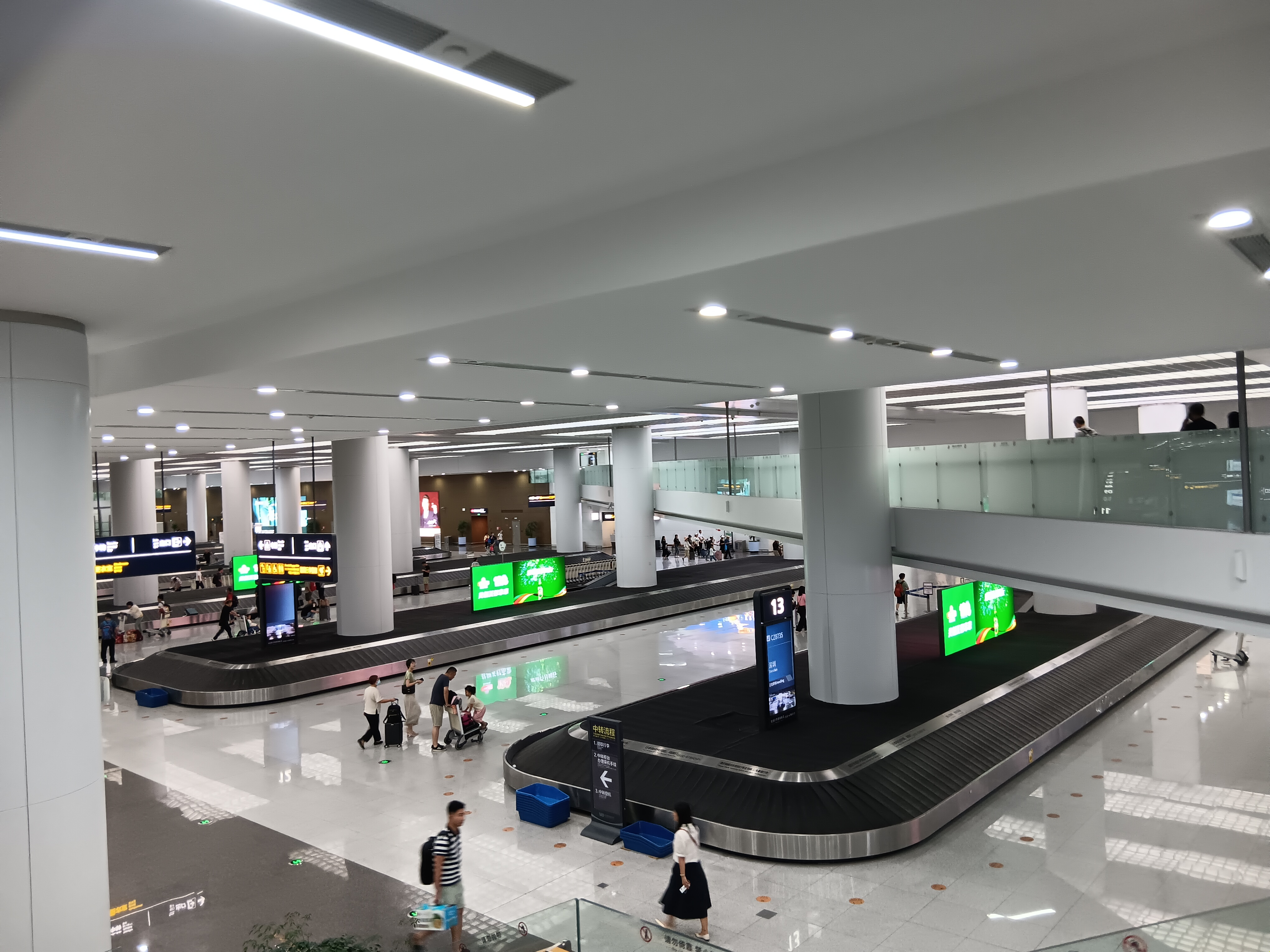
Зона выдачи багажа
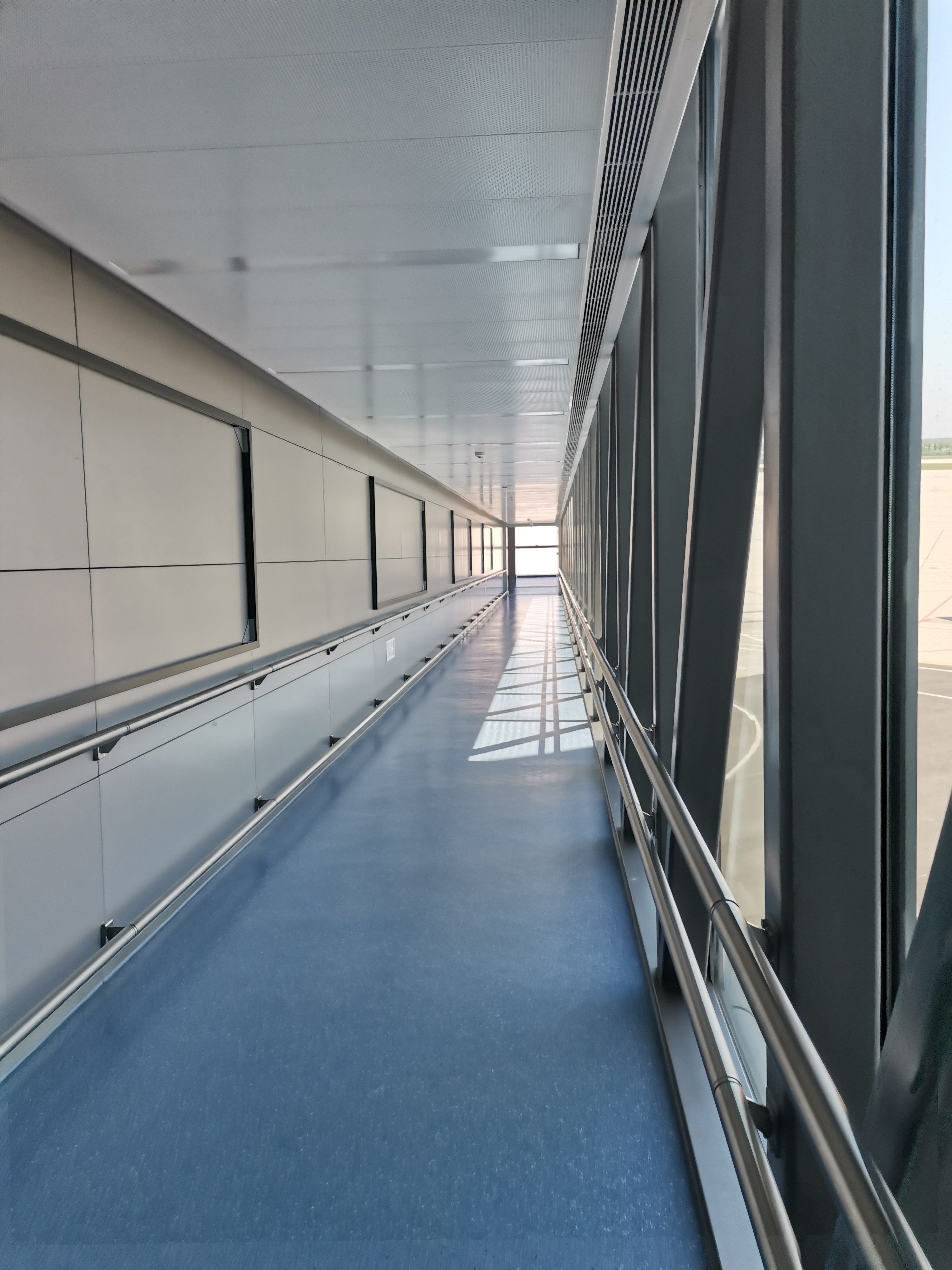
Проход к телескопическому трапу

Здание терминала состоит из 5 этажей, в том числе 4 этажей над землей и 1 этажа под землей. От верхнего до нижнего это 4 этажа (4F), 3 этажа (3F), 2 этажа (2F), 1 этаж (1F) и – 1 этаж (В1).
4F — зал вылета. Снаружи от подъездной дорожки имеется смотровая площадка, соединенная с эстакадой. Максимальная высота в помещении составляет около 24 метров. Внутри имеется 8 групп островных автоматов для регистрации и 192 стойки регистрации. зал для процедур регистрации и бронирования, досмотр безопасности на международных рейсах и САР Гонконг, Макао и Тайвань, медицинский карантин и таможенный пограничный контроль, зоны регистрации на рейс в Гонконге, Макао и Тайване оборудованы системой обработки возврата налога при выезде; точки и магазины беспошлинной торговли, а также соединены с VIP-зданием и отелем.
3F — этаж вылета. Длина коридора ожидания составляет около 450 метров, а минимальная ширина — около 40 метров. Он предназначен для внутренних проверок безопасности, имеет терминал внутренних и международных рейсов, соединен с выходом на посадку и содержит. коммерческие и другие функции.
2F — этаж прибытия с внутренними и международными коридорами прибытия. Он обслуживает международный санитарный карантин, а также таможенный контроль для рейсов в САР Гонконг, Макао и Тайвань, а также осуществляет пересадку на внутренние и международные рейсы и связан с GTC.
1F — зал выдачи багажа и трансферной зоны международных авиарейсов с VIP-зоной, залом для удаленных вылетов внутренних и международных рейсов, а также зал приветствия для обслуживания некоторых вылетов и прилетов внутри страны. Есть 4 наземных входа и выхода, остановкой автобусов и такси.
B1 — транспортный зал, соединенный с залом прибытия и залом вылета, имеющий подземный переход, соединенный с GTC. Машинное отделение и галерея коммуникаций оборудованы эвакуационными лестницами.

#### Т2 и Т3
На втором этапе Терминал 2 (T2) и Терминал 3 (T3) расположены в направлении восток-запад вокруг GTC и ETC на юге, обеспечивая 106 мест для самолетов, и интегрированы с T1 через полосу общего пользования аэропорта . внутренняя система скоростного транспорта .

### Командно-диспетчерский пункт
Командно-диспетчерский пункт расположен немного западнее юго-центральной части GTC аэропорта и соединён с GTC со всех сторон. Форма конструкции представляет собой спиральную кривую раковину, означающую головной центр управления инфраструктурой. Его концепция дизайна полностью отражает культурные особенности морского города Циндао. Проект реализован Qingjian Group Co., Ltd., общая площадь застройки составляет 3346,2 квадратных метра, высота главного здания 93,1 метра, 2 этажа под землей, 17 этажей над землей. Главное здание башни представляет собой стальную конструкцию с наружной трубчатой железобетонной стенкой и внутренней трубчатой структурой внутренней трубы; все это представляет собой гиперболическую сетчатую мостовую конструкцию с толстыми концами и тонкой серединой.

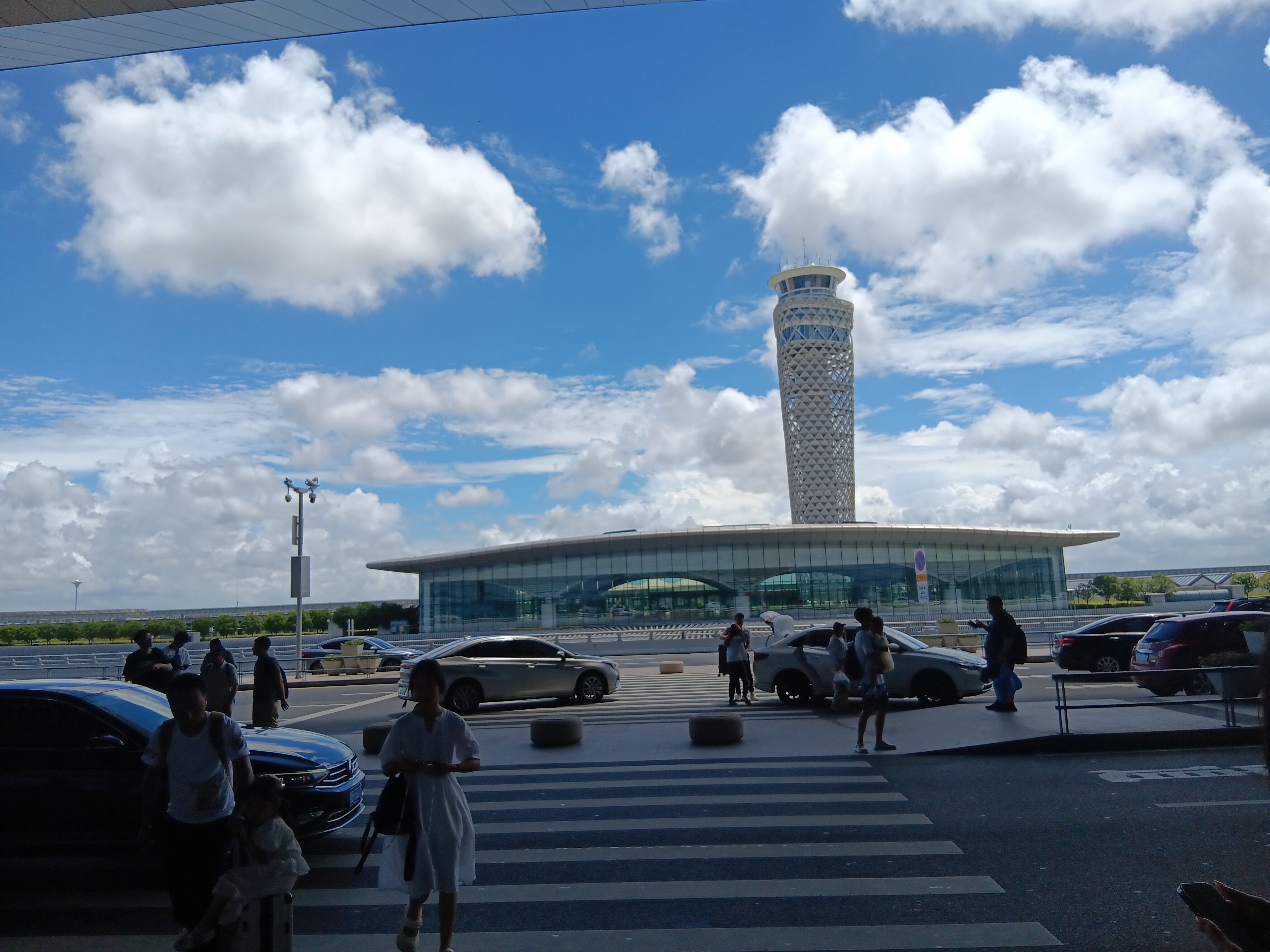
Вид на диспетчерскую вышку со стороны парковки у терминала Т1
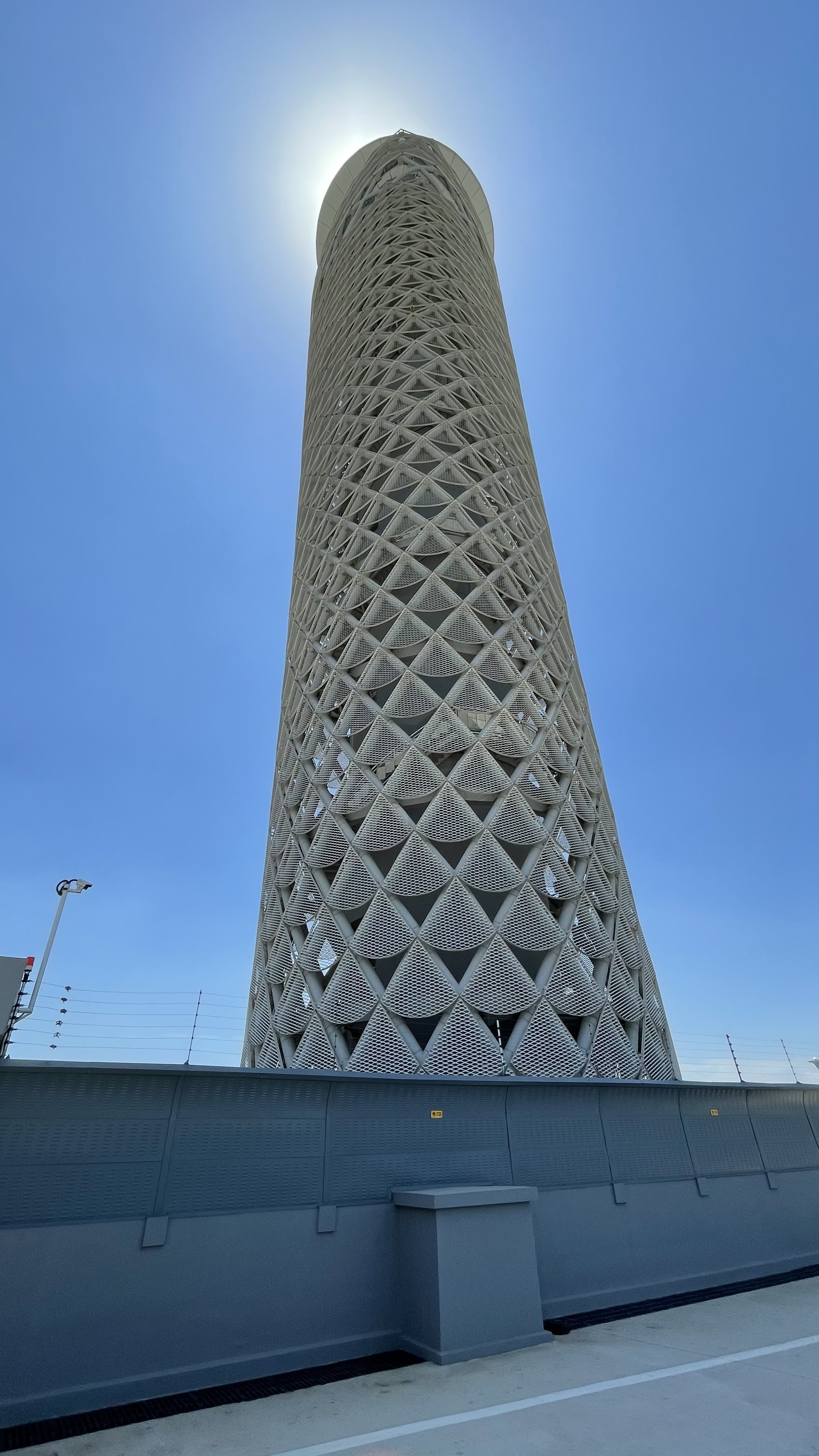
Вид на диспетчерскую вышку снизу
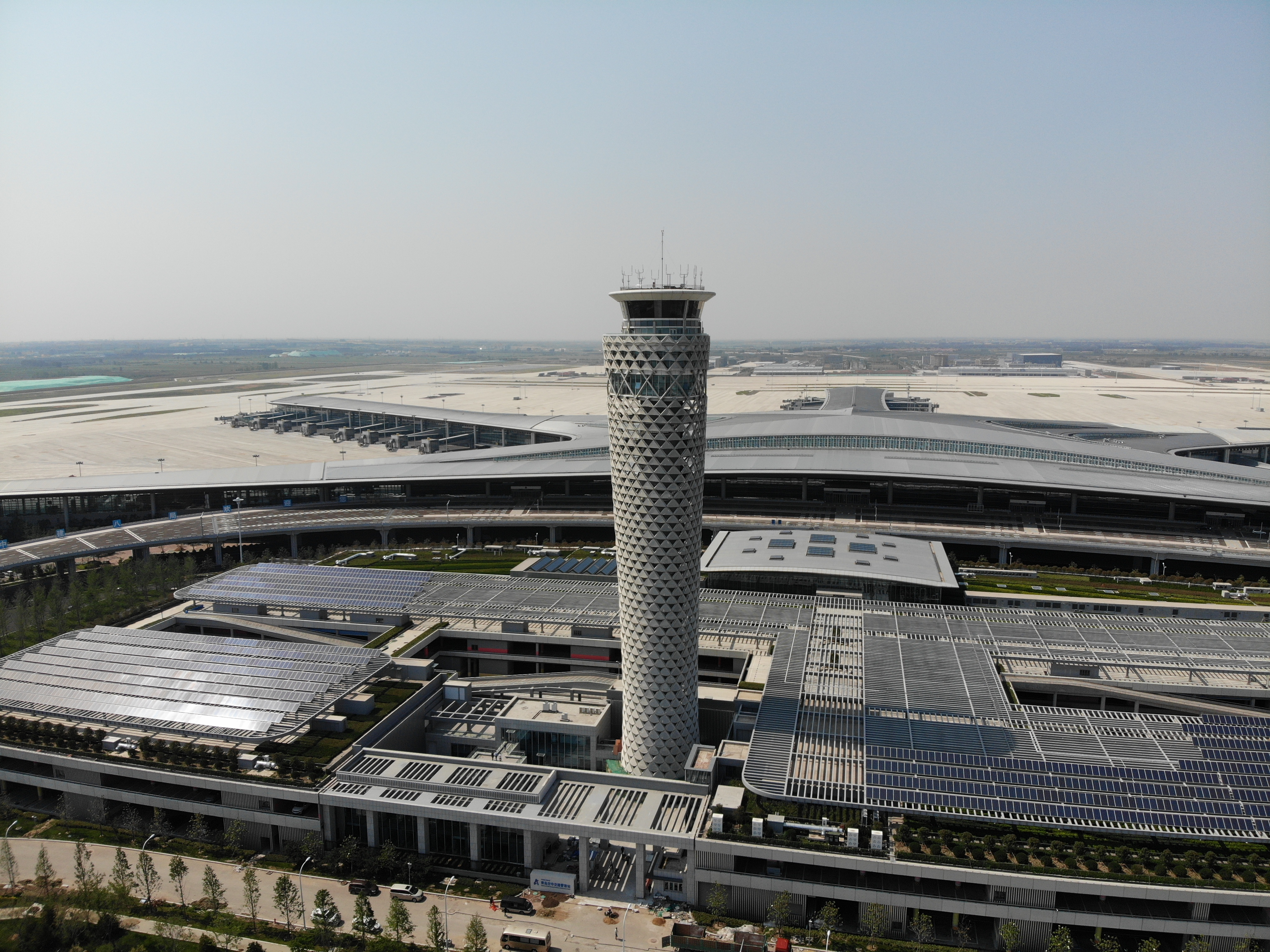
Общий вид терминала и диспетчерского центра

Являясь важной частью проекта управления воздушным движением в аэропорту, бизнес-зона управления воздушным движением аэропорта Цзяодун расположена в 2,8 км от основной башни аэропорта. Здесь находится центр управления воздушным движением Циндао гражданской авиации Китая. Открыт 2 августа 2021 года, за 10 дней до закрытия аэропорта Лютин. Зал управления занимает площадь 1800 квадратных метров. Отдел технической поддержки расположен на первом этаже, а региональный диспетчерский пункт и диспетчерский пункт подхода — на втором этаже.
Зона управления Циндао (РДЦ Циндао) — это зона управления средней и малой высотой в Шаньдунском районе полётной информации. Она отвечает за управление воздушным движением, разведку и предупреждение в воздушном пространстве ниже 7 800 метров на Шаньдунском полуострове, большей части провинции Шаньдун и воздушное пространство Китая в Восточно-Китайском и в Жёлтом морях. Управление подходом в аэропорт Циндао отвечает за воздушное пространство ниже 6 000 метров вблизи аэропорта Цзяодун.

### Информационный центр
Информационный центр аэропорта (ИТЦ) является центром управления работой аэропорта и авиационной безопасностью. Он расположен на юго-западе GTC, в 47 м от ETC на севере, в 67 метрах от отеля на юге, в 60 метрах от запланированного Терминала 3 (T3) на западе и в 25 метрах от эстакады аэропорта, ведущей на восток. Общая площадь земельного участка составляет 13 300 квадратных метров. Общая площадь застройки составляет 17 900 квадратных метров. Всего в здании 6 этажей, в том числе 5 надземных и 1 подземный. Высота здания составляет 23 метра, имеется 135 наземных парковочных мест.
ИТЦ оборудован центром экстренного управления, конференц-центром и важным залом для пресс-конференций, центром безопасности (SMC), центром мониторинга и управления ИТ, колл-центром и комнатой для экстренных телефонных консультаций, комнатой информационного хоста, конференц-залом. Учебный зал и небольшой зал для пресс-конференций, а также центр управления операциями (AOC), компьютерный зал вылета и центр мониторинга, испытательный центр, компьютерный зал проводной связи и т. д. являются центром управления операциями, данными и сетью аэропорта.

### Энергетическая инфраструктура
Энергетический центр аэропорта (ETC) обеспечивает необходимую энергию для работы аэропорта и является одним из первых независимых энергетических центров аэропорта, построенных в Китае. ETC расположен на западной стороне GTC, на южной стороне коридора A T1 и примыкает к ITC на юге. Его общая площадь составляет 22 600 квадратных метров, общая площадь застройки - 17 600 квадратных метров. метров, а всего 5 этажей, из них 4 надземных и 1 подземный. Имеется 76 парковочных мест. ETC оснащен комбинированной системой охлаждения, отопления и электроснабжения, а также системой хранения воды, которая может повысить эффективность энергосбережения аэропорта в сезон охлаждения, отопительный сезон и в течение всего года. Годовая комплексная энергоэффективность достигает более 90%. , что выше, чем у традиционных аэропортов, почти на 10 процентных пунктов.
Всего в аэропорту имеется 4 энергоподстанции: Энергетический центр № 1, Энергостанция № 2 и Энергоподстанция № 2 расположены в рабочей зоне на юге аэропорта, а также Энергостанция № 3. расположен в грузовой зоне на севере аэропорта. Подстанция 110кВ «Аэропорт» расположена рядом с энергостанцией №2. На восточной стороне центральной оси аэропорта расположены станции открытия и закрытия № 4, 2, 6 и 7 с севера на юг, а на западной стороне – станции открытия и закрытия № 3, 1, 5 и 8 с севера на юг.
В аэропорту планируется построить в общей сложности 4 наземные заправочные станции, в том числе 2 заправочные станции в зоне полета, расположенные на северо-западе и юго-востоке аэропорта, 1 заправочную станцию в рабочей зоне, расположенную на юге аэропорта, и 1 заправочную станцию в грузовой зоне, расположенную на севере.

### База China Eastern Airlines
База международного аэропорта Циндао-Цзяодун China Eastern Airlines расположена на южной стороне Т1, её площадь составляет 91 500 квадратных метров, чистая зона — 34 000 квадратных метров, а общая площадь застройки — 77 800 квадратных метров. Основные здания включают комплексное здание, здание обслуживающего персонала, ресторан для персонала, спортивные площадки, подземные помещения и т. д. Комплексное здание имеет застройку площадью 19 400 квадратных метров и в общей сложности семь этажей, объединяющее офис, конференц-зал и классы для обучения.
Центр управления аэропортом Шаньдун (ACC), расположенный в центре здания обслуживания, охватывает различные системы, такие как эксплуатация, обслуживание и техническое обслуживание. В повседневной работе он отвечает за выпуск информации, реагирование на чрезвычайные ситуации, поддержку полетов, принятие оперативных решений и т. д., и отвечает за информирование в режиме реального времени. В зале более 60 мест, а также большой экран площадью более 40 квадратных метров, состоящий из 48 экранов, который используется для отображения систем и интерфейсов, часто используемых в производственных операциях, для интуитивного понимания текущую оперативную ситуацию и проанализировать текущую операцию диспетчера. Центр управления чрезвычайными ситуациями и центр принятия экстренных решений на втором этаже дежурного здания могут непосредственно наблюдать за ситуацией в зале ЦДК. В соответствии с процессом отправки рейса объединенный диспетчерский зал оборудован комнатой подготовки к полету, комнатой совместной подготовки, комнатой медицинского осмотра летного экипажа, комнатой регистрации офицера безопасности, раздевалкой, комнатой управления лицензиями и оборудованием, комнатой диспетчеризации экипажа. С северной и южной стороны здания дежурного корпуса расположены два здания (C1 и C2). Это южное здание для ночлега подразделений, в общей сложности 192 комнаты, и северное здание для вахтовых общежитий, в общей сложности. 180 комнат. Они используются наземным персоналом, таким как наземный обслуживающий и оперативный персонал. Он имеет такие функции, как комната летной подготовки, тренажерный зал, прачечная и авиационный медицинский кабинет.
Ресторан для персонала имеет три этажа, включая обеденную зону для наземного персонала, обеденную зону для летного экипажа и многофункциональный зал.

### Отель
В качестве основных, в том числе предназначенных для трансферных пассажиров, при аэропорте работают отели Junting и Bangchen, расположенные на восточной стороне GTC и на южной стороне коридора E терминала T1. Отели оборудованы роскошными пятизвёздочными и стандартными четырехзвездочными номерами на 570 номеров повышенной комфортности и люксов (в том числе 245 королевских номеров и 325 комнат класса министров). Клубный лаундж и бизнес-центр Junyu на девятом этаже Junting предоставляют эксклюзивные VIP-обслуживания и частные конференц-залы. В отеле есть 3 ресторана (рестораны европейской кухни Sena Palace и Manduo, китайский ресторан Yusu Xuan), 1 лобби-бар (Bodai Coffee) и 1 бар (бар Chopin). В отеле есть удобства для развлечений и отдыха, такие как спа-центр, круглосуточный тренажёрный зал и крытый бассейн. Площадь банкетных залов и конференц-залов превышает 1500 квадратных метров, включая большой банкетный зал без колонн площадью 800 квадратных метров и многофункциональный зал площадью 338 квадратных метров. Площадь оборудованных 6 конференц-залов варьируется от 56 до 130 квадратных метров. Благодаря профессиональному аудиовизуальному оборудованию он может проводить различные конференции, банкеты, коктейльные вечеринки, массовые чайные церемонии и различные официальные приёмы.

## Городской транспорт
Комплексный транспортный центр (GTC) расположен в центре аэропорта, рядом с Т1 на севере, Т2 (Этап II) на юго-востоке и Т3 (Фаза II) на юго-западе. Подходной мост к виадуку аэропорта окружает окрестности. территории, а железные дороги и метро проходят под землей с севера на юг. Площадь застройки составляет 201 000 квадратных метров, в том числе 43 000 квадратных метров трансферного центра, 138 000 квадратных метров парковочного здания (3780 парковочных мест) и 20 000 квадратных метров коммерческой площади.

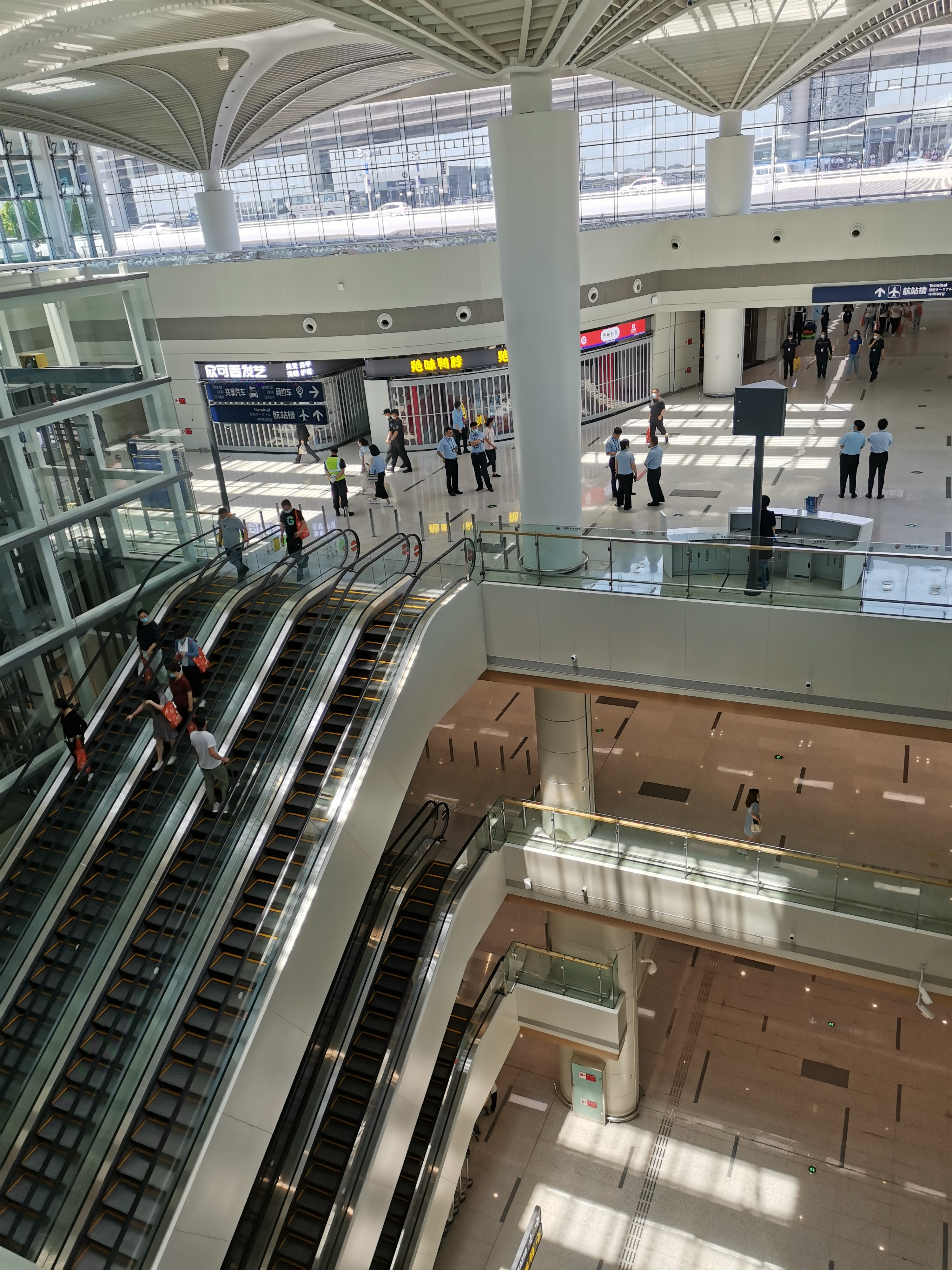
Спуск к зоне пересадки
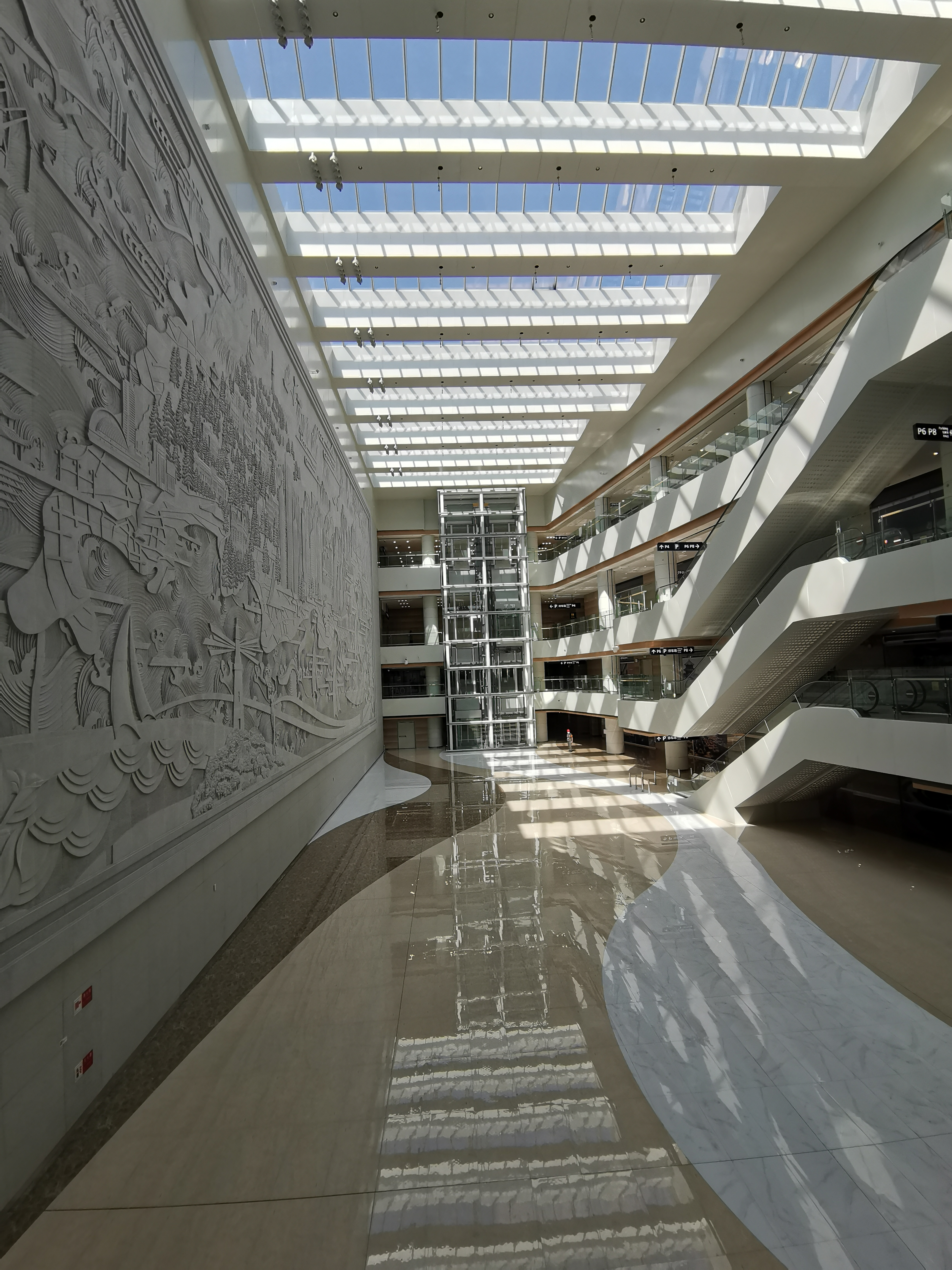
Эскалаторы в холле ТПУ
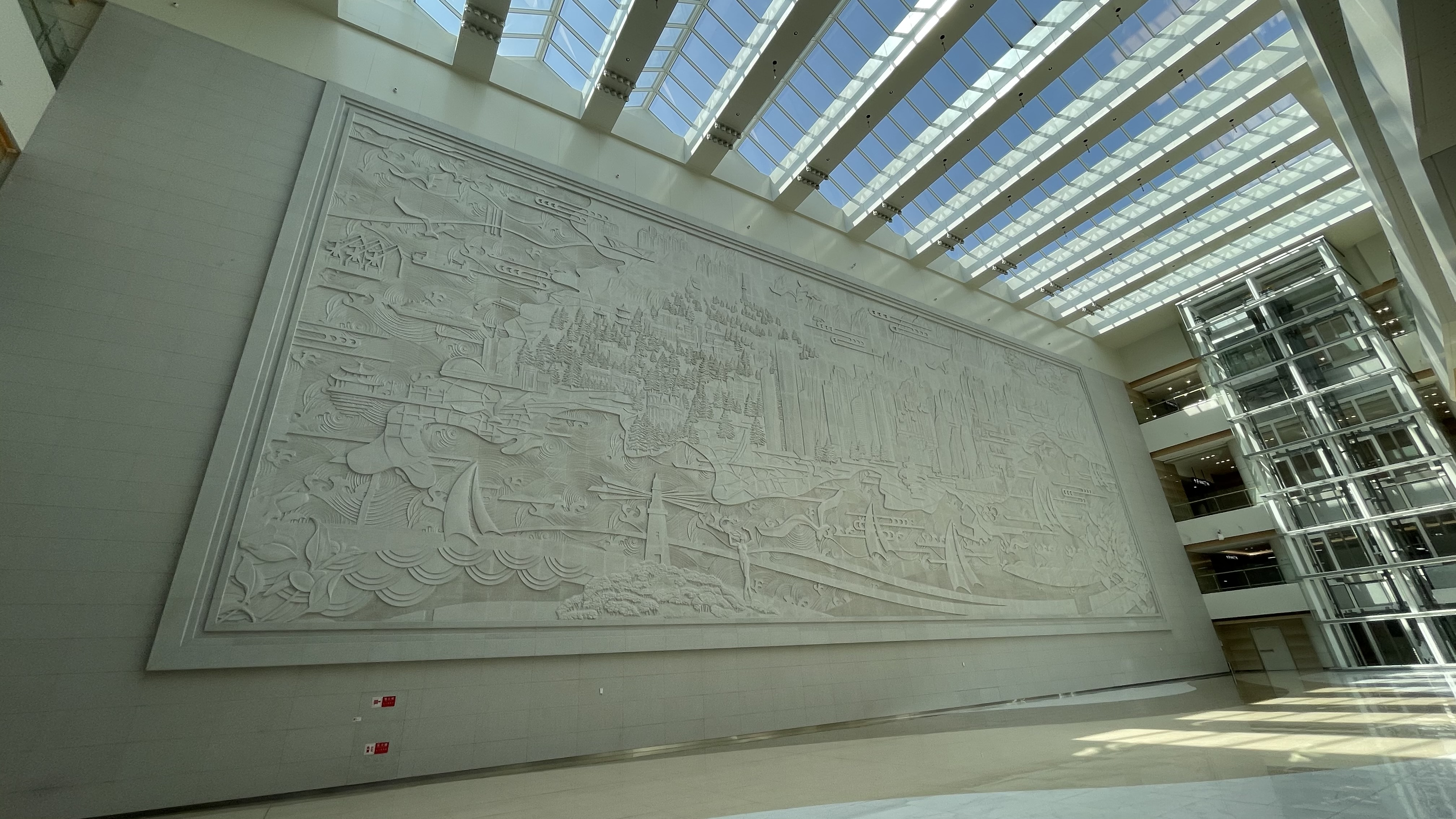
Барельеф с видом города

### Парковочный комплекс
Здание GTC имеет 4 этажа и 1 мезонин. От верхнего до нижнего это 3 этажа (3F), 2 этажа (2F), 1 этаж (1F), минус 1 мезонин (B1a) и минус 1 этаж (B1).
3-й этаж: парковка P1, общая парковка и парковка для онлайн-заказа автомобилей.
2-й этаж: парковки P2 и P3, ведущие к отелю и VIP-зданию, с переходным мостом (+5,625 метра) к T1.
1-й этаж: парковки P4 и P5, ведущие к наземному автовокзалу, междугородному автобусному вокзалу и туристическому автовокзалу.
B1a: парковки P6 и P7.
B1: парковки P8 и P9, вестибюли метро и национального железнодорожного вокзала (-8,15 метра), с переходами, соединяющими Т1 (-6,50 метра).
Нижний этаж GTC: подземный багажный переход (-12,50 метра), платформа метро (-16,51 метра) и платформа национальной железной дороги (-20,06 метра).

### Железная дорога
Под основным зданием ТПУ находится железнодорожная станция «Аэропорт Циндао», площадь застройки составляет 71 400 квадратных метров.

### Метрополитен
Под основным зданием ТПУ аэропорта находится станция «Аэропорт Цзяодун» метрополитена Циндао, площадь здания станции составляет 30 600 квадратных метров. Эта станция в настоящее время является средней станцией 8-й линии метро Циндао. Планируется, что она будет взаимозаменяемой с другой линией метро на той же платформе, образуя быстрое сообщение между аэропортом и центром города.

### Шоссе
С востока аэропорта находится скоростная автомагистраль аэропорта Циндао-Цзяодун, которая соединяется со скоростными автомагистралями Цинъинь на севере и Цинлань на юге. Подъездная дорога к аэропорту соединяется со скоростной автомагистралью аэропорта на развязке южного узла аэропорта, соединяя аэропорт с национальной сетью скоростных автомагистралей.

## Происшествия
24 января 2022 г. самолёт Airbus A320neo Qingdao Airlines с бортовым номером B-30FG при буксировке на парковку сбил инженера по техническому обслуживанию, который двигался вместе с самолётом. 6 февраля 2023 года расследование, проведённое Комитетом авиационной безопасности Восточно-Китайского регионального управления Управления гражданской авиации Китая показало, что инцидент был вызван тем, что командир наземного буксира не имел при себе рации, как требовалось во время движения пассажирского самолета. После того, как буксир оборвал трос, он не смог дать эффективную и своевременную команду прекратить движение. При прорыве троса были разбросаны документы, которые инженер нёс с собой, чтобы забрать лист осмотра, он был повернулся спиной к основному колесу и не увидел начала движения. Регулятор считает, что наземный инцидент с Qingdao Airlines представляет собой общее наземное происшествие, вызванное техногенными факторами, а отсутствие управления безопасностью Qingdao Airlines было вторичной причиной происшествия.